# Copa de los Balcanes 1933
La Copa de los Balcanes 1933 fue la 4ª edición de la Copa de los Balcanes. Esta versión del torneo se disputó en la ciudad de Bucarest, en Rumania. Las selecciones de Yugoslavia, Grecia, Bulgaria y Rumania participaron y fue ganado por Rumania , el anfitrión del torneo. Los máximos goleadores fueron Ciolac y Dobay (ambos de Rumanía) con 4 goles cada uno.

## Clasificación Final
| Pos. | Equipo     | Pts. | PJ | PG | PE | PP | GF | GC | Dif. |
| ---- | ---------- | ---- | -- | -- | -- | -- | -- | -- | ---- |
| 1    | Rumania    | 6    | 3  | 3  | 0  | 0  | 13 | 0  | +13  |
| 2    | Yugoslavia | 4    | 3  | 2  | 0  | 1  | 9  | 8  | +1   |
| 3    | Bulgaria   | 2    | 3  | 1  | 0  | 2  | 2  | 11 | -9   |
| 4    | Grecia     | 0    | 3  | 0  | 0  | 3  | 3  | 8  | -11  |

## Resultados
| 3 de junio de 1933 | Grecia                                              | 3:5 | Yugoslavia                                   | Stadionul Republicii, Bucarest, Rumania                  |                                                          |
|                    | T. Simeonidis 4' · C. Raggos 60' · M. Pierrakos 89' |     | S. Kodrnja 12' 20' 72' · A. Živković 42' 79' | Asistencia: 6,000 espectadores Árbitro(s): Denis Xifando | Asistencia: 6,000 espectadores Árbitro(s): Denis Xifando |

| 4 de junio de 1933 | Rumania                                                    | 7:0 | Bulgaria | Stadionul Republicii, Bucarest, Rumania                         |                                                                 |
|                    | P. Vâlcov 65', 89' · Dobay 53', 62' · Ciolac 57', 61', 66' |     |          | Asistencia: 15,000 espectadores Árbitro(s): Stavros Hatzopoulos | Asistencia: 15,000 espectadores Árbitro(s): Stavros Hatzopoulos |

| 7 de junio de 1933 | Bulgaria | 0:4 | Yugoslavia                                | Stadionul Republicii, Bucarest, Rumania                        |                                                                |
|                    |          |     | Kokotović 10', 54', 75' · A. Živković 22' | Asistencia: 5,000 espectadores Árbitro(s): Stavros Hatzopoulos | Asistencia: 5,000 espectadores Árbitro(s): Stavros Hatzopoulos |

| 8 de junio de 1933 | Rumania   | 1:0 | Grecia | Stadionul Republicii, Bucarest, Rumania                   |                                                           |
|                    | Dobay 24' |     |        | Asistencia: 15,000 espectadores Árbitro(s): Ernest Fabris | Asistencia: 15,000 espectadores Árbitro(s): Ernest Fabris |

| 10 de junio de 1933 | Bulgaria            | 2:0 | Grecia | Stadionul Republicii, Bucarest, Rumania                         |                                                                 |
|                     | V. Todorov 85', 88' |     |        | Asistencia: 8,000 espectadores Árbitro(s): Constantin Rădulescu | Asistencia: 8,000 espectadores Árbitro(s): Constantin Rădulescu |

| 11 de junio de 1933 | Rumania                                              | 5:0 | Yugoslavia | Stadionul Republicii, Bucarest, Rumania                        |                                                                |
|                     | Bindea 7' · Ciolac 10' · Bodola 13', 35' · Dobay 42' |     |            | Asistencia: 8,000 espectadores Árbitro(s): Stavros Hatzopoulos | Asistencia: 8,000 espectadores Árbitro(s): Stavros Hatzopoulos |

| Bandera de Rumania |
| Campeón Rumania    |
| Segundo título     |

## Goleadores
| Jugador             | Selección  | Goles |
| ------------------- | ---------- | ----- |
| Aleksandar Živković | Yugoslavia | 5     |
| Asen Peshev         | Bulgaria   | 3     |
| Dobrivoje Zečević   | Yugoslavia | 3     |
| Lyubomir Angelov    | Bulgaria   | 2     |
| Đorđe Vujadinović   | Yugoslavia | 2     |